# Incendio della Morania
L'incendio della Morania è stato un sinistro marittimo "tipico" avvenuto il 29 ottobre 1951 e dilungatosi per diversi giorni.
Il 29 ottobre 1951, sul Buffalo, la Morania trasportava 800.000 U.S. liquids gallons (3.000.000 l) di benzina, quando fu trainata dal rimorchiatore con motore Diesel MV Dauntless #12 nella rotta del piroscafo Penobscot di 138 m che stava procedendo verso il largo dopo aver scaricato il grano a Buffalo, New York. Quando il piroscafo indietreggiò, una scintilla accese la benzina a bordo della chiatta, provocando un incendio che uccise 11 marinai, di cui due del Penobscot. Il fuoco bruciò per diversi giorni guardato di migliaia di spettatori.
Fu il peggior disastro marino a Buffalo nel XX secolo.

## La nave
La SS Morania #130 è stata una chiatta merci da 4.000 tonnellate e 37 m che operava sui Grandi Laghi.